# Judit Garamvölgyi
Judit Garamvölgyi (geb. Tarján; * 23. Januar 1937 in Budapest; † 23. März 2023) war eine ungarisch-schweizerische Historikerin.

## Leben
Garamvölgyi migrierte 1957 in die Schweiz und studierte Geschichte und Nationalökonomie an der Universität Bern. Sie wurde 1967 bei Walther Hofer in Bern promoviert. 1980 wurde sie ebendort habilitiert. Garamvölgyi war ab 1982 ausserordentliche und von 1990 bis zu ihrer Emeritierung 1999 ordentliche Professorin für Neuere Geschichte an der Universität Bern.

## Schriften (Auswahl)
Als Autorin:
- Aus den Anfängen sowjetischer Aussenpolitik. Das britisch-sowjetrussische Handelsabkommen von 1921 (= Abhandlungen des Bundesinstituts für Ostwissenschaftliche und Internationale Studien. Bd. 17). Verlag Wissenschaft und Politik, Köln 1967 (Dissertation, Universität Bern, 1967).
- Betriebsräte und sozialer Wandel in Österreich 1919/1920. Studien zur Konstituierungsphase der österreichischen Betriebsräte (= Studien und Quellen zur österreichischen Zeitgeschichte. Bd. 5). Oldenbourg, München 1983 (Habilitationsschrift, Universität Bern, 1980).

Als Herausgeberin:
- Quellen zur Genesis des ungarischen Ausgleichsgesetzes von 1867. Der „österreichisch-ungarische Ausgleich“ von 1867 (= Studia Hungarica. Bd. 14). Zusammengestellt und eingeleitet von Judit Garamvölgyi. Rudolf Trofenik, München 1979.
- mit Urs Altermatt: Innen- und Aussenpolitik. Primat oder Interdependenz? Festschrift zum 60. Geburtstag von Walther Hofer. Haupt, Bern 1980.